# Eristalis basilaris
Eristalis basilaris är en tvåvingeart som beskrevs av Macquart 1834. Eristalis basilaris ingår i släktet slamflugor, och familjen blomflugor. Inga underarter finns listade i Catalogue of Life.